# فدریکا گوئیدی
فدریکا گوئیدی (انگلیسی: Federica Guidi؛ زادهٔ ۱۹ مهٔ ۱۹۶۹) یک سیاست‌مدار اهل ایتالیا است.